# Joe Valle
Joe Carlo Viana Valle (Caicó, 2 de setembro de 1964) é um engenheiro florestal, empresário e político brasileiro. Integrou a Câmara Legislativa do Distrito Federal de 2011 a 2019, durante a sexta e sétima legislaturas. Foi presidente do legislativo distrital de 2017 a 2019. Foi presidente da Federação da Agricultura e Pecuária do Distrito Federal (FAPE-DF) entre 2016 e 2019.

## Biografia
Valle graduou-se em engenharia florestal pela Universidade de Brasília. A partir de um projeto de agricultura alternativa desenvolvido na faculdade, fundou a Fazenda Malunga em 1982, que se tornou a maior produtora de hortaliças orgânicas do Brasil e uma das maiores da América Latina.
Com o êxito empresarial na área de agricultura orgânica, tornou-se uma liderança no setor no Distrito Federal. Em 1999, presidiu a Associação de Agricultura Ecológica. Em 2002, foi eleito o primeiro presidente do Sindicato dos Produtores Orgânicos do Distrito Federal, de cuja criação participou.
Ingressou no setor público em 2000, na EMATER-DF, da qual foi assessor da presidência e responsável pela criação da Assessoria de Agricultura Orgânica do órgão. Entre 2007 e 2010, foi Secretário de Ciência e Tecnologia para Inclusão Social no Ministério da Ciência, Tecnologia e Inovações. 
Na eleição de 2010, Valle foi eleito para seu primeiro mandato na Câmara Legislativa, com 13.876 votos. Na época, era filiado ao Partido Socialista Brasileiro (PSB). No pleito de 2014, reelegeu-se, pelo Partido Democrático Trabalhista (PDT), com 20.352 votos.
Em 2013, Valle engajou-se na criação da Rede Sustentabilidade, mas não se filiou ao partido.
Em 2015, Valle foi designado secretário do Trabalho, Desenvolvimento Social e Direitos Humanos pelo governador Rodrigo Rollemberg. Deixou o cargo em julho de 2016 e reassumiu o mandato parlamentar.
Em 2016, Valle concorreu à presidência da casa e foi eleito; muito embora tenha recebido a mesma quantidade de votos que o colega Agaciel Maia, doze votos cada um, acabou sendo declarado vencedor por ter obtido a maior quantidade de votos na última eleição. No mesmo ano, foi eleito presidente da Federação da Agricultura e Pecuária do Distrito Federal (FAPE-DF).
Em 2018, Valle anunciou que seria candidato a governador na eleição de outubro daquele ano. No entanto, em agosto, informou que não seria candidato à reeleição ao legislativo e nem a qualquer outro cargo, alegando motivações pessoais. Também referiu que voltaria a se dedicar aos seus negócios.
Nas eleições de 2022, foi candidato ao Senado no Distrito Federal pelo PDT. Recebeu 49.310 votos (3,1%), não sendo eleito.